# Karelicsi

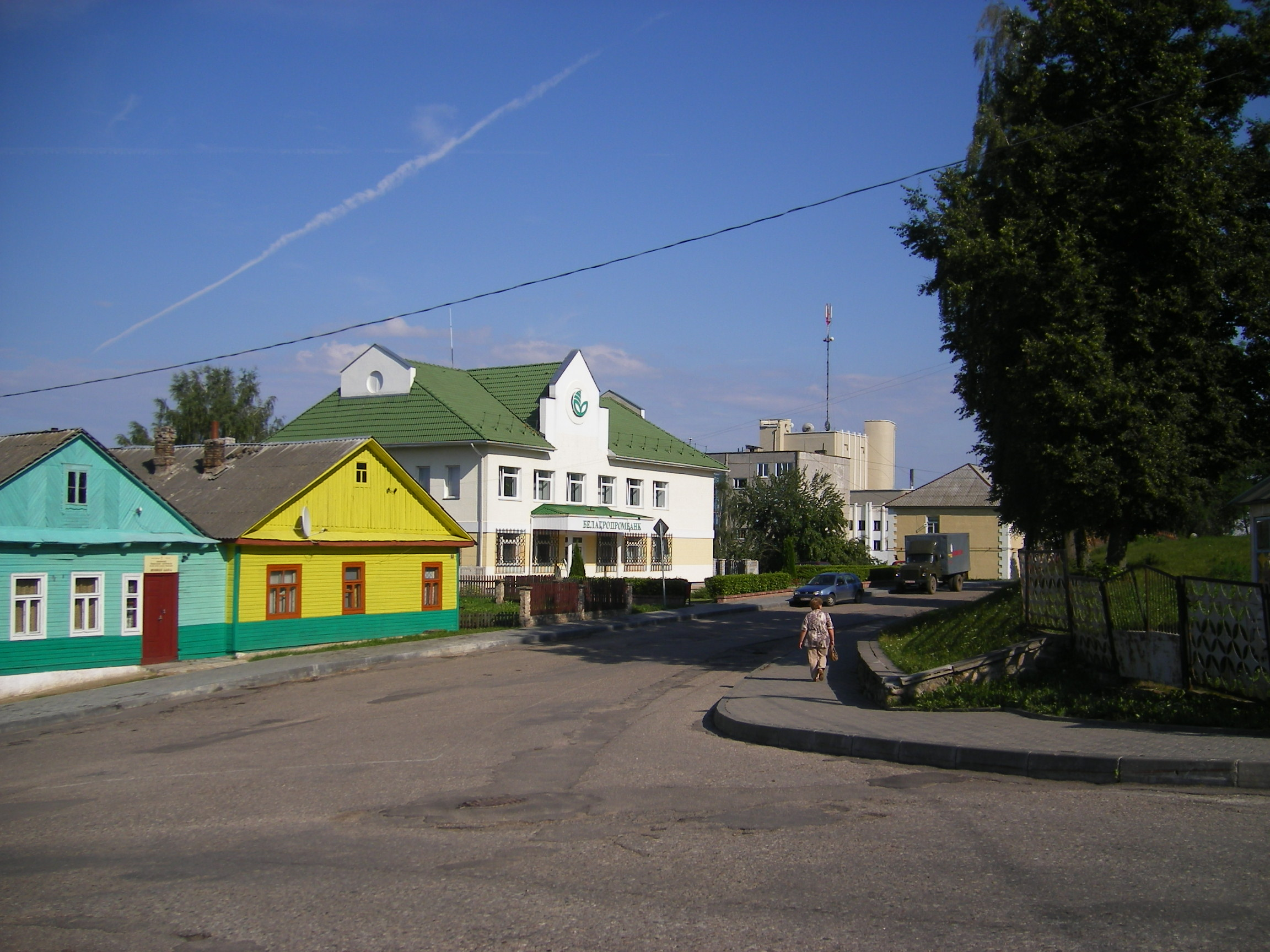
Karelicsi utcakép

Karelicsi (Карэлічы, oroszul Кореличи, lengyelül Korelicze, jiddis nyelven Karelits) városi jellegű település Fehéroroszország Hrodnai területének keleti részén, a Karelicsi járás székhelye. Hrodnától 185 km-re keletre, a Ruta-patak partján fekszik. 1999-ben 7,8 ezer lakosa volt. 

## Történelem
Első írásos említése 1395-ből származik, a 15. században a Litván Nagyfejedelemség egyik települése volt. 1505-ben a krími tatárok pusztították el, 1594-ben már kisvárosként (mesztecsko) szerepel. A 17. század közepén a Radziwiłł-család birtoka lett, akiknek székhelye a közeli Nyaszvizsban volt. Ők létesítették itt az első szövőmanufaktúrákat. 1655-ben az orosz-svéd háború folyamán a svédek csaknem teljesen elpusztították. 1706-ban (ezúttal az Északi háború keretében) újra a svédek rombolták le. 1795-ben, Lengyelország harmadik felosztásakor Oroszországhoz csatolták. 1833-1862 között cukorgyártó manufaktúra üzemelt itt. 1897-ben 2559 lakosa volt. Az első világháború során a település frontvonalba került, ismét súlyos károkat szenvedett. 1920-1939 között Lengyelország Nowogródeki vajdaságához tartozott. 1939-ben a Szovjetunióhoz csatolták, a következő évben járási székhely lett. A németek 1941. június 26. – 1944. július 8. között tartották megszállva, a korábban jelentős zsidó lakosságot csaknem teljesen kiirtották (a járásban 3747 lakost öltek meg). 1958. április 30-án városi jellegű településsé nyilvánították. 

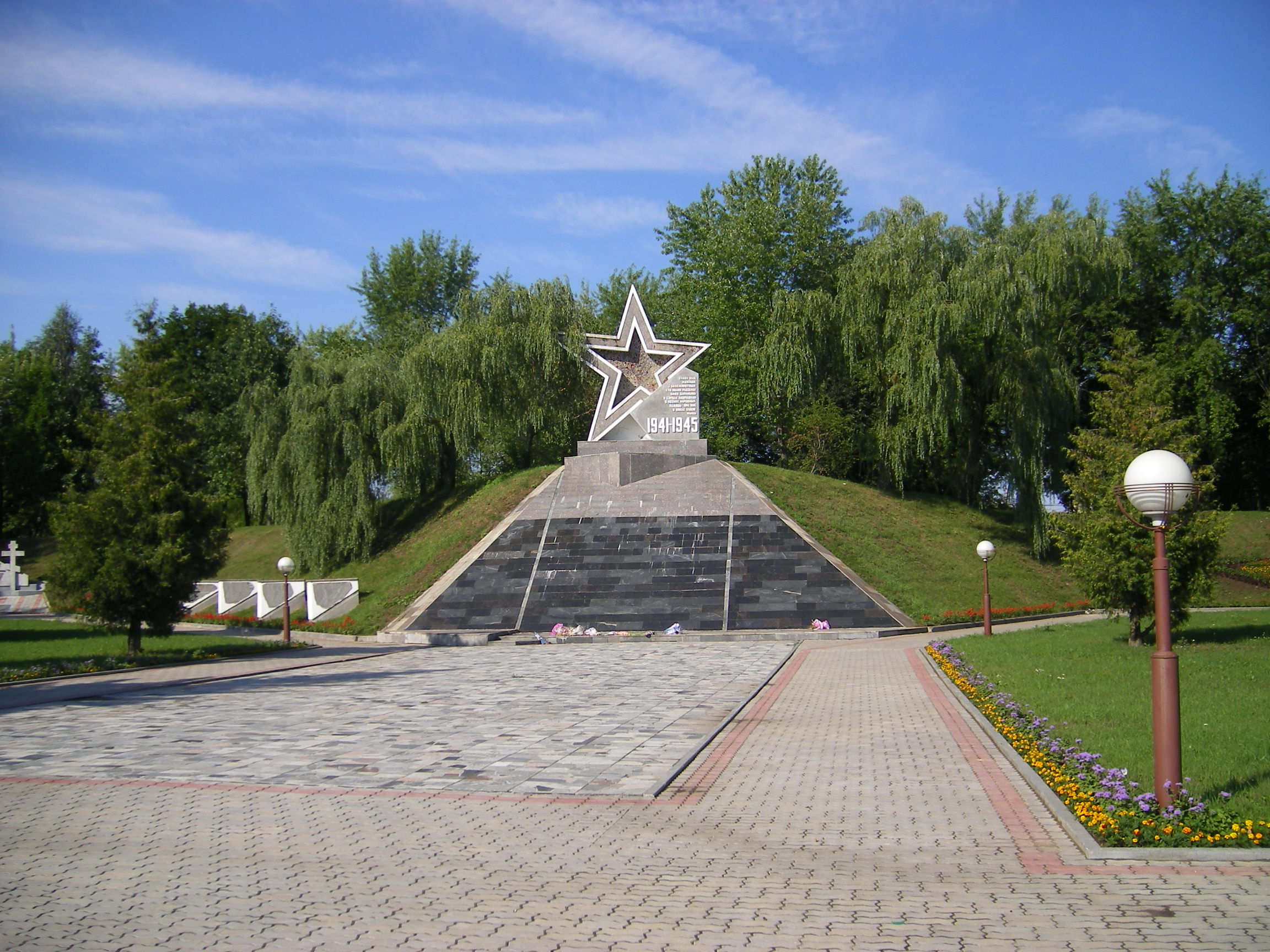
A Nagy Honvédő Háború emlékműve

## Gazdaság

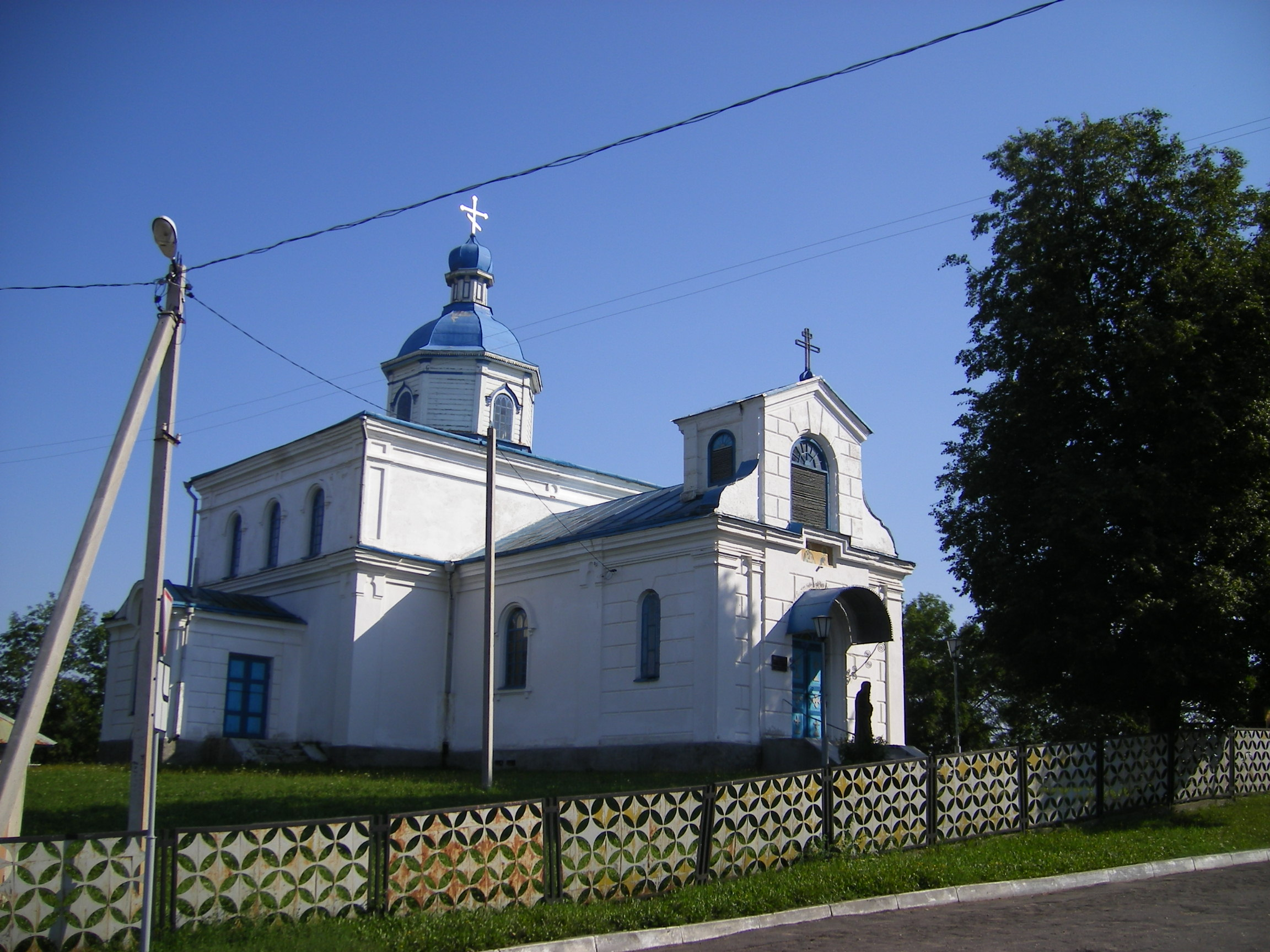
A Szt. Péter és Pál-templom

A településen lenfeldolgozó és élelmiszeripar működik. Sörgyárát 1858-ban alapították.

Karelicsin áhalad a P11-es út, amely Navahrudakkal (22 km) és Miren (27 km) valamint Sztovbcin (36 km) keresztül a Minszki autópályával teremt összeköttetést. 
.

## Nevezetességek
A település főterén (Szeptember 17-tér) áll legértékesebb műemléke, az 1866-ban épült Szt. Péter és Pál-templom, valamint a járási adminisztráció épülete. Katolikus templomát a lengyelek építtették 1938-ban. A navahrudaki országút mentén áll a második világháború hősi emlékműve. A sörgyár 19. századi épülete is említést érdemel.